# Walesi női labdarúgó-válogatott
A walesi női labdarúgó-válogatott képviseli Walest a nemzetközi női labdarúgó eseményeken. A csapatot a walesi labdarúgó-szövetség szervezi és irányítja. A női válogatott szövetségi kapitánya Jarmo Matikainen.
A walesi női nemzeti csapat még egyszer sem kvalifikálta magát világbajnokságra és az Európa-bajnokságra. Wales nem tagja a Nemzetközi Olimpiai Bizottságnak, így olimpiai selejtezőn nem vett részt. A 2012-es londoni játékokon sem szerepel walesi játékos a brit csapatban.

## Nemzetközi eredmények

### Világbajnoki szereplés
| Év       | Helyszín         | Eredmény      | Hely | M | Gy | D | V | Rg | Kg | Gk | P |
| -------- | ---------------- | ------------- | ---- | - | -- | - | - | -- | -- | -- | - |
| 1991     | Kína             | nem jutott be | –    | – | –  | – | – | –  | –  | –  | – |
| 1995     | Svédország       | nem jutott be | –    | – | –  | – | – | –  | –  | –  | – |
| 1999     | Egyesült Államok | nem jutott be | –    | – | –  | – | – | –  | –  | –  | – |
| 2003     | Egyesült Államok | nem jutott be | –    | – | –  | – | – | –  | –  | –  | – |
| 2007     | Kína             | nem jutott be | –    | – | –  | – | – | –  | –  | –  | – |
| 2011     | Németország      | nem jutott be | –    | – | –  | – | – | –  | –  | –  | – |
| 2015     | Kanada           |               |      |   |    |   |   |    |    |    |   |
| Összesen | Összesen         | 0 / 6         |      | – | –  | – | – | –  | –  | –  | – |

### Európa-bajnoki szereplés
| Év       | Helyszín            | Eredmény      | Hely | M | Gy | D | V | Rg | Kg | Gk | P |
| -------- | ------------------- | ------------- | ---- | - | -- | - | - | -- | -- | -- | - |
| 1984     | –                   | nem jutott be | –    | – | –  | – | – | –  | –  | –  | – |
| 1987     | Norvégia            | nem jutott be | –    | – | –  | – | – | –  | –  | –  | – |
| 1989     | NSZK                | nem jutott be | –    | – | –  | – | – | –  | –  | –  | – |
| 1991     | Dánia               | nem jutott be | –    | – | –  | – | – | –  | –  | –  | – |
| 1993     | Olaszország         | nem jutott be | –    | – | –  | – | – | –  | –  | –  | – |
| 1995     | Németország         | nem jutott be | –    | – | –  | – | – | –  | –  | –  | – |
| 1997     | Norvégia Svédország | nem jutott be | –    | – | –  | – | – | –  | –  | –  | – |
| 2001     | Németország         | nem jutott be | –    | – | –  | – | – | –  | –  | –  | – |
| 2005     | Anglia              | visszalépett  | –    | – | –  | – | – | –  | –  | –  | – |
| 2009     | Finnország          | nem jutott be | –    | – | –  | – | – | –  | –  | –  | – |
| 2013     | Svédország          |               |      |   |    |   |   |    |    |    |   |
| Összesen | Összesen            | 0 / 10        | –    | – | –  | – | – | –  | –  | –  | – |

## Lásd még
- Walesi labdarúgó-válogatott